# Cordigliera del Paine

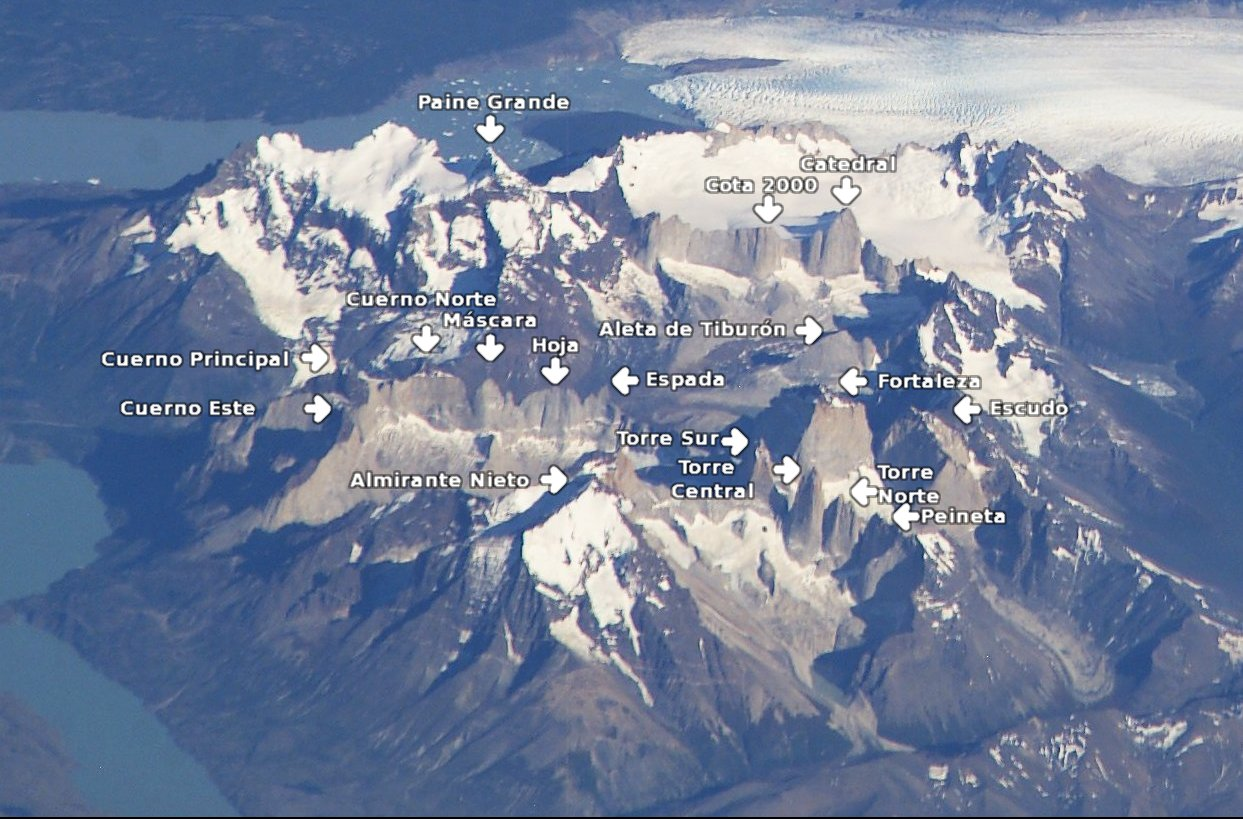
Immagine satellitare della cordigliera, NASA.

Il massiccio del Paine o cordigliera del Paine è un piccolo, ma eccezionale gruppo montuoso, situato entro i confini del Parco nazionale Torres del Paine nella Patagonia cilena, a 400 km a nord di Punta Arenas ed oltre 2.500 km a sud della capitale Santiago. Fa parte del comune di Torres del Paine.

## Descrizione
La cima più alta è il Cerro Paine Grande (51°00′S 73°06′W), 2.750 m sul livello del mare, mentre le cime più conosciute e caratteristiche sono le tre Torres del Paine 50°57′S 72°59′W, giganti di granito modellati dalla forza del vento e del ghiaccio.
La Torre Sur Di Agostini con i suoi 2.500 m è la più alta delle tre torri; la prima ascensione su essa fu realizzata nel 1963 dalla spedizione del CAI di Monza guidata da Giancarlo Frigieri unitamente ad Armando Aste, Nando Nusdeo, Josve Aiazzi, Vasco Taldo, Carlo Casati.
La Torre Central (2.460 m) fu scalata per la prima volta nel 1963 da Chris Bonington e Don Whillans, la Torre Norte Monzino (2.260 m) da Guido Monzino.

## Vie d'arrampicata
Sulle tre Torres del Paine salgono numerose vie d'arrampicata aperte a partire dagli anni '60.

### Torre Centrale
- Via Bonington - 16 gennaio 1963 - prima salita di Chris Bonington e Don Whillans, 600 m/VI,A2. Rappresenta la prima salita assoluta della Torre Nord.
- Via dei Sudafricani - 1973-74 - prima salita di Paul Fatti, Roger Fuggle, Art McGarr, Mervyn Prior, Mike Scott, Richard Smithers, 1200 m/7b+. È stata liberata da Nicolas Favresse, Villanueva e Ditto nel 2009.[2]
- Magico Est - 31 gennaio 1986 - prima salita di Ermanno Salvaterra, Elio Orlandi, Maurizio Giarolli, 1000 m/ED+,VII,A3.
- Riders on the Storm - 23-27 gennaio 1991 - prima salita di Wolfgang Güllich, Kurt Albert, Norbert Bätz, Peter Dittrich, Bernd Arnold, 1.300 m/7c,A2. È stata liberata in parte da Nicolas Favresse, Olivier Favresse, Seán Villanueva e Mike Lecomte nel 2006.[3]
- El Gordo, El Flaco y L'Abuelito - 7 febbraio 2008 - prima salita di Rolando Larcher, Fabio Leoni ed Elio Orlandi, 1250 m/7a+,A3+.[4]
- Aspettando Godot - gennaio 2010 - prima salita di Hansjörg Auer e Much Mayr, 750 m/7b.[5]

### Torre Sud
- Via Andrea OGGIONI - febbraio 1963 - prima salita di Armando Aste, Vasco Taldo, Josve Aiazzi, Nando Nusdeo, Carlo Casati. Rappresenta la prima salita assoluta della Torre Sud.
- Dans l'Oeil du Cyclone - 1992 - prima salita di Michel Piola e Vincent Sprungli. L'ascensione ha valso ai due alpinisti il premio Piolet d'Or nel 1993.